# فايبشتات
وايب اشتات (بالألمانية: Waibstadt) هي مدينة وبلدة ألمانية تقع في منطقة راين نيكار ‏ في ألمانيا. يقدر عدد سكانها بـ 5,691 نسمة .